# 2. HOL za žene 1998./99.
Druga hrvatska odbojkaška liga za žene za sezonu 1998./99. je predstavljala drugi rang odbojkaškog prvenstva Hrvatske za žene. Ligu je činilo trideset klubova raspoređenih u četiri skupine - Istok, Centar, Zapad i Jug.

## Ljestvice

### Centar
| mj. | klub                                     | ut. | pob. | por. | set+ | set- | bod. |
| --- | ---------------------------------------- | --- | ---- | ---- | ---- | ---- | ---- |
| 1.  | Alfa Feniks (Zagreb)                     | 14  | 13   | 1    | 40   | 11   | 27   |
| 2.  | Karlovac (Karlovac)                      | 14  | 11   | 3    | 37   | 18   | 25   |
| 3.  | Metalval (Sisak)                         | 14  | 10   | 4    | 34   | 20   | 24   |
| 4.  | Akademičar (Zagreb)                      | 14  | 6    | 8    | 30   | 26   | 20   |
| 5.  | Vrbovec (Vrbovec)                        | 14  | 6    | 8    | 22   | 30   | 20   |
| 6.  | Azena - OŠ Eugen Kumičić (Velika Gorica) | 14  | 5    | 9    | 23   | 31   | 19   |
| 7.  | Bjelovar (Bjelovar)                      | 14  | 4    | 10   | 17   | 36   | 18   |
| 8.  | Sisak (Sisak)                            | 14  | 1    | 13   | 4    | 41   | 15   |

### Istok
| mj. | klub                            | ut. | pob. | por. | set+ | set- | bod. |
| --- | ------------------------------- | --- | ---- | ---- | ---- | ---- | ---- |
| 1.  | Vukovar (Vukovar)               | 12  | 10   | 2    | 31   | 12   | 22   |
| 2.  | Čepin (Čepin)                   | 12  | 9    | 3    | 29   | 16   | 21   |
| 3.  | Belišće (Belišće)               | 12  | 8    | 4    | 30   | 18   | 20   |
| 4.  | Donji Miholjac (Donji Miholjac) | 12  | 6    | 6    | 21   | 21   | 18   |
| 5.  | ABC Promet II (Osijek)          | 12  | 5    | 7    | 19   | 23   | 17   |
| 6.  | Valpovo (Valpovo)               | 12  | 4    | 8    | 22   | 27   | 16   |
| 7.  | Spačva II (Vinkovci)            | 12  | 0    | 12   | 1    | 36   | 12   |

### Jug
| mj. | klub                        | ut. | pob. | por. | set+ | set- | bod. |
| --- | --------------------------- | --- | ---- | ---- | ---- | ---- | ---- |
| 1.  | Split 1700 (Split)          | 14  | 13   | 1    | 40   | 8    | 27   |
| 2.  | Cvijeta Zuzorić (Dubrovnik) | 14  | 11   | 3    | 37   | 11   | 25   |
| 3.  | Šibenik (Šibenik)           | 14  | 11   | 3    | 35   | 15   | 25   |
| 4.  | Kaštela II (Kaštel Stari)   | 14  | 8    | 6    | 27   | 22   | 22   |
| 5.  | Zadar (Zadar)               | 14  | 6    | 8    | 22   | 28   | 20   |
| 6.  | Domagoj (Opuzen)            | 14  | 5    | 9    | 20   | 30   | 19   |
| 7.  | Brda (Split)                | 14  | 2    | 12   | 8    | 39   | 16   |
| 8.  | Makarska (Makarska)         | 14  | 0    | 14   | 6    | 42   | 14   |

### Zapad
| mj. | klub               | ut. | pob. | por. | set+ | set- | bod. |
| --- | ------------------ | --- | ---- | ---- | ---- | ---- | ---- |
| 1.  | Kastav (Kastav)    | 12  | 10   | 2    | 31   | 10   | 22   |
| 2.  | Pula II (Pula)     | 12  | 10   | 2    | 32   | 13   | 22   |
| 3.  | Rovinj (Rovinj)    | 12  | 7    | 5    | 25   | 19   | 19   |
| 4.  | Poreč (Poreč)      | 12  | 5    | 7    | 20   | 21   | 17   |
| 5.  | Veli Vrh (Pula)    | 12  | 4    | 8    | 21   | 27   | 16   |
| 6.  | Rijeka II (Rijeka) | 12  | 4    | 8    | 15   | 28   | 16   |
| 7.  | Marčana (Marčana)  | 12  | 2    | 10   | 6    | 32   | 14   |

### Kvalifikacije za 1. ligu
| mj. | klub                 | ut. | pob. | por. | set+ | set- | bod. |
| --- | -------------------- | --- | ---- | ---- | ---- | ---- | ---- |
| 1.  | Split 1700 (Split)   | 6   | 5    | 1    | 16   | 9    | 11   |
| 2.  | Alfa Feniks (Zagreb) | 6   | 4    | 2    | 15   | 13   | 10   |
| 3.  | Kastav (Kastav)      | 6   | 2    | 4    | 13   | 15   | 8    |
| 4.  | Vukovar (Vukovar)    | 6   | 1    | 5    | 9    | 16   | 7    |

## Unutarnje poveznice
- Prva liga 1998./99.